# Halo.Radio
Halo.Radio – polskie radio internetowe działające od 1 października 2019 roku do 12 sierpnia 2022 roku. Powstało z inicjatywy Jakuba Wątłego. Stacja finansowana była za pomocą zbiórek ze środków słuchaczy. Jej ostatnie hasło reklamowe brzmiało: „Halo.Radio mówi wszystko!”.

## Historia
Stacja była początkowo tworzona niemal wyłącznie przez byłych dziennikarzy kanału telewizyjnego Superstacja, gdzie zajmowali się oni komentowaniem wydarzeń społeczno-politycznych, lecz ich programy zniknęły z anteny z powodu zmiany profilu tamtej stacji.
W kampanię promującą radio zaangażowali się m.in.: Janusz Chabior, Andrzej Chyra, Bogusław Chrabota, Wojciech Kalarus, Sylwia Chutnik, Andrzej Seweryn, Ewa Łętowska, Łona, Adam Mazguła, Małgorzata Rozenek-Majdan, Bogna Świątkowska, Hanna Machińska, Marcin Matczak, Tomasz Sekielski, Areta Szpura, Agnieszka Holland, Jan Tomasz Gross, Adam Bodnar, Rafał Sonik, czy Kazik Staszewski.
W październiku i listopadzie 2020 z rozgłośni odeszło kilkunastu dziennikarzy. Miało to związek z różnicami w koncepcji dotyczącej prowadzenia radia oraz trudną sytuacją finansową – ta ostatnia spowodowała, że wakaty nie zostały obsadzone do końca roku, a w zamian radio uzupełniło program powtórkami i muzyką, obniżyło też wynagrodzenia pozostającym autorom. Najpopularniejsze programy zostały przeniesione do pasm z największą słuchalnością. W październiku 2020 redaktorem naczelnym stacji został Mariusz Rokos – z pełnienia tej funkcji zrezygnował w grudniu 2021.
W styczniu 2021 radio wystartowało z nową ramówką – na antenę wprowadzone zostały serwisy informacyjne nadawane o pełnych godzinach (niekiedy połączone z wiadomościami sportowymi i prognozą pogody), a także magazyn sportowy i motoryzacyjny oraz felietony, programy poradnikowe i lifestylowe. W związku ze zmianami do redakcji dołączyła grupa nowych dziennikarzy. Zmieniona została też oprawa muzyczna stacji i wprowadzono nowe dżingle reklamowo-informacyjne. Stare hasło reklamowe: „Gadamy i trochę gramy” zostało zastąpione nowym, które brzmiało: „Halo.Radio mówi wszystko”. W lutym tego samego roku na antenie rozgłośni rozpoczęto emisję felietonów osób reprezentujących głównie światopogląd lewicowy, czasem antyklerykalny (wśród autorów znaleźli się m.in.: Magdalena Środa, Joanna Scheuring-Wielgus, Sylwia Chutnik, Tadeusz Bartoś, Przemysław Witkowski, czy Jarosław Gugała).
W poniedziałek 1 marca 2021 roku stacja nie wyemitowała żadnej audycji w godzinach od 10:00 do 13:00, poza krótkim, pięciominutowym felietonem Bartosza Fijałka o godzinie 12:50. W tym czasie na antenie nadawana była wyłącznie muzyka oraz powtarzany był komunikat o złej kondycji finansowej radia i niewielkiej liczbie wpłat na jego funkcjonowanie. Informacja ta została udostępniona także w formie oświadczenia w mediach społecznościowych Halo.Radia. Sytuacja powtarzana była wielokrotnie o różnych godzinach, a na antenie w porach emisji nie pojawiały się pojedyncze odcinki programów.
Od maja 2021 z powodu braków finansowych oraz ciągłego odpływu słuchaczy, na antenie od poniedziałku do piątku emitowane były wyłącznie felietony, które były wielokrotnie powtarzane. Między nimi nadawane były utwory muzyczne. Audycje premierowe pojawiały się w radiu tylko w soboty, do maja 2022 roku. W niedziele całość ramówki wypełniała muzyka. 24 maja Mariusz Rokos, redaktor naczelny radia poinformował, że wówczas wspierających stację było nieco ponad 140 osób, a ich łączne miesięczne wsparcie wynosiło ok. 2300 zł. W tym samym miesiącu stacja przestała emitować programy w formie video, które od początku nadawania Halo.Radia można było oglądać dzięki serwisom YouTube, Facebook i MixCloud.
8 lipca, liczba stałych patronów, wspierających radiostację swoją comiesięczną wpłatą wyniosła 122 osoby, co dawało ok. 2 tys. zł regularnego wsparcia. Pod koniec roku 2021 było to już tylko 79 patronów, wspierających stację średnią kwotą ok. 2300 zł. W czerwcu 2022 średnia miesięczna stałych wpłat darczyńców wyniosła już tylko 575 zł.
12 sierpnia 2022 roku stacja zakończyła nadawanie, a strona internetowa została zlikwidowana. Osoby, które wcześniej pobrały aplikację umożliwiającą słuchanie rozgłośni, miały jeszcze przez miesiąc dostęp do nadawanych w pętli audycji powtórkowych.
Stacja, pomimo zakończenia emisji, nadal zbierała środki na platformach crowdfundingowych takich jak Patronite. Profile w tych platformach zostały zablokowane przez właścicieli serwisów po publikacjach medialnych.

## Ramówka i profil stacji
Ramówkę rozgłośni do maja 2021 stanowiły przede wszystkim audycje publicystyczne o tematyce politycznej i społecznej z telefonicznym udziałem słuchaczy, przerywane różnorodną muzyką. W paśmie antenowym emitowane były w soboty programy popularnonaukowe, poradnikowe i lifestylowe. Sporadycznie zdarzały się też programy o ściśle politycznej tematyce. Pasmo niedzielne wypełnione było wyłącznie muzyką.
Do stałych współpracowników należeli między innymi: Jarosław Gugała, Monika Piątkowska, Leszek Talko, Magdalena Środa, Przemysław Witkowski, Tadeusz Bartoś i inni. Ze stacją w przeszłości współpracowali między innymi: Wiktor Bater, Jan Hartman, Marcin Celiński, Bartosz Staszewski, Piotr Szumlewicz, Tomasz Piątek, Roman Kurkiewicz, Konrad Szołajski, Monika Płatek, Wiktor Niedzicki, Andrzej Krajewski, Tomasz Jastrun, Jacek Zimnik i Mariusz Rokos.
Halo Radio było rozgłośnią antyklerykalną – w stacji niejednokrotnie intensywnie informowano o różnych sytuacjach związanych z udziałem duchownych katolickich. Stacja organizowała i propagowała akcje w rodzaju ciężarówek jeżdżących po Polsce z banerami „Ile kosztuje nas kościół katolicki?”. Samą instytucję Kościoła w radiu określało się jako „przestępczą i skorumpowaną organizację, która w naszym kraju posiada szereg przywilejów i jest stawiana ponad prawem”. W stacji promowane były też mniejszości seksualne. Rozgłośnia w sprawach obyczajowo-światopoglądowych opowiadała się za szeroko rozumianą wolnością wyboru.

## Dostępność
Radia można było słuchać dzięki serwisowi MixCloud oraz autorskiej aplikacji na smartfony i odbiorniki internetowe. Wszystkie audycje dostępne były po premierze w formie podcastów na stronie internetowej stacji. Rozgłośni można było słuchać także dzięki dekoderom Canal+.

## Redaktorzy naczelni Halo.Radia
- Jakub Wątły (2019–2020)
- Mariusz Rokos (2020–2021)
- Jakub Wątły (2021–2022)